# Dewey Tomko

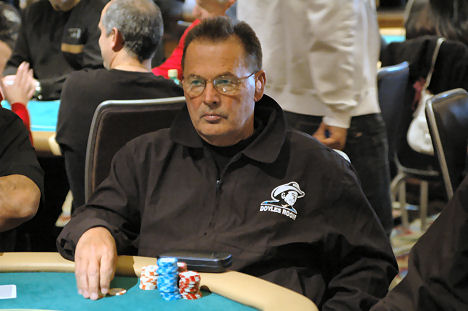
Dewey Tomko, 2006

Duane "Dewey" Tomko, född 31 december 1946 i Glassport, Pennsylvania, är en amerikansk pokerspelare. 
Innan han blev professionell pokerspelare var han föreskolelärare. Under sin karriär har Tomko bland annat vunnit tre armband i World Series of Poker i olika grenar. 1979 i No Limit Texas hold'em och 1984 i 2-7 draw och Pot limit Omaha. Dessutom kom han tvåa i WSOP:s huvudturnering (main event) två gånger, 1982 och 2001. 2008 invaldes Tomko i Poker Hall of Fame. Tomkos sammanlagda turneringsvinster uppgår till drygt $4,9 miljoner.

## World Series of Poker-vinster
| År   | Turnering                   | Pris (US$) |
| ---- | --------------------------- | ---------- |
| 1979 | $1,000 No Limit Hold'em     | $48,000    |
| 1984 | $10,000 Deuce to Seven Draw | $105,000   |
| 1984 | $5,000 Pot Limit Omaha      | $135,000   |